# Punta de Ganxos
El Punta de Ganxos és una muntanya de 973 metres que es troba al municipi d'Horta de Sant Joan, a la comarca de la Terra Alta.